# Illesheim
Illesheim – miejscowość i gmina w Niemczech, w kraju związkowym Bawaria, w rejencji Środkowa Frankonia, w regionie Westmittelfranken, w powiecie Neustadt an der Aisch-Bad Windsheim, wchodzi w skład wspólnoty administracyjnej Burgbernheim. Leży około 20 km na południowy zachód od Neustadt an der Aisch, przy drodze B470 i linii kolejowej Neustadt an der Aisch – Gallmersgarten – Würzburg.

## Dzielnice
W skład gminy wchodzą następujące dzielnice: 
- Illesheim
- Westheim
- Urfersheim
- Sontheim

## Polityka
Rada gminy składa się z 8 członków:
|      | Wolni Obywatele | Razem    |
| 2002 | 8               | 8 miejsc |